# Colors (Beck)
Colors är den amerikanska musikern Becks trettonde album släppt 13 oktober 2017. Albumet har ett mycket mer pop sound än Becks andra album.

## Låtlista
Sida ett
1. "Colors"
2. "Seventh Heaven"
3. "I’m So Free"
4. "Dear Life"
5. "No Distraction"

Sida två
1. "Dreams"
2. "Wow"
3. "Up All Night"
4. "Square One"
5. "Fix Me"